# Sangli (dystrykt)
Sangli (dystrykt) (marathi सांगली जिल्हा, ang. Sangli district) – jeden z trzydziestu pięciu dystryktów indyjskiego stanu Maharasztra. Zajmuje powierzchnię 8572 km².

## Położenie
Położony jest w południowo-zachodniej części tego stanu. Na zachodzie graniczy z dystryktami Satara i Ratnagiri, od północy z dystryktami Satara i Solapur. Od wschodu i od południa sąsiaduje ze stanem Karnataka a od południowego zachodu z dystryktem Kolhapur.
Stolicą dystryktu jest miasto Sangli.

## Rzeki
Rzeki przepływające przez obszar dystryktu:
- Agrani
- Karpur
- Krishna
- Man
- Morna
- Warna
- Yerla